# Championnat du Portugal féminin de football
Le Championnat du Portugal féminin de football, également connu sous le nom de Liga BPI pour des raisons de parrainage, est une compétition semi-professionnelle de football féminin opposant les meilleurs clubs portugais de football féminin, créée en 1985 sous l'égide de la Fédération portugaise de football.
L'équipe la plus titrée est la 1° Dezembro, avec 12 titres.

À la fin de l'année 2024, le championnat portugais est classé 6e au classement UEFA, derrière l'Italie et devant la Suède.

## Histoire
En 2016, la FPF décide de reformuler cette ligue en intégrant certains clubs historiques portugais comme le Sporting, Braga, Belenenses et Estoril. L'arrivée des grands clubs déclenche le développement du football féminin au Portugal. En effet, il y a plus de pratiquants, de meilleurs résultats, meilleur compétitivité du championnat et une meilleure couverture médiatique. Ce qui entraîne aussi, des exportations des talents, des recrutements de joueuses et même de meilleurs résultats des équipes nationales. Cette ouverture aux grands clubs a surtout apporté une plus grande ouverture des familles, qui acceptent qu'une fille veuille jouer au football. Selon les données de la Fédération portugaise de football (FPF), de 1990 à 2018, le nombre de joueurs seniors est passé de 375 à 1073. Le nombre de joueuses professionnelles et semi-professionnelles a doublé au cours des quatre dernières années. La Ligue féminine portugaise, est l'une des rares à combiner l'absence d'une limite supérieure de joueuses étrangères avec l'obligation d'avoir huit joueuses minimum formées localement.

Cette nouvelle ligue se nommera, à partir de la saison 2016-2017, Liga Allianz pour raisons de sponsoring, puis lors de la saison 2018-2019, Liga BPI.

## Palmarès[4]et statistiques

### Bilan par édition[5]
| Édition                              | Saison        | Champion                                                                           | Vice-champion                                                                      | Troisième                                                                          | Clubs                                                        | Matchs                                                       | Buts                                                         | Buts                                                         | Meilleure buteuse                                            | Meilleure buteuse                                            |
| Édition                              | Saison        | Champion                                                                           | Vice-champion                                                                      | Troisième                                                                          | Clubs                                                        | Matchs                                                       | Total                                                        | Par match                                                    | Joueuse                                                      | Score                                                        |
| Taça Nacional                        | Taça Nacional | Taça Nacional                                                                      | Taça Nacional                                                                      | Taça Nacional                                                                      | Taça Nacional                                                | Taça Nacional                                                | Taça Nacional                                                | Taça Nacional                                                | Taça Nacional                                                | Taça Nacional                                                |
| ------------------------------------ | ------------- | ---------------------------------------------------------------------------------- | ---------------------------------------------------------------------------------- | ---------------------------------------------------------------------------------- | ------------------------------------------------------------ | ------------------------------------------------------------ | ------------------------------------------------------------ | ------------------------------------------------------------ | ------------------------------------------------------------ | ------------------------------------------------------------ |
| 1re                                  | 1985-1986     | Boavista FC                                                                        | Ac. Alvalade                                                                       | CF União de Coimbra                                                                | 18                                                           | 96                                                           | 426                                                          | 4,44                                                         | Aucune donnée connue à ce jour, votre aide est la bienvenue. | Aucune donnée connue à ce jour, votre aide est la bienvenue. |
| 2e                                   | 1986-1987     | Boavista FC                                                                        | Aucune donnée connue à ce jour, votre aide est la bienvenue.                       | Aucune donnée connue à ce jour, votre aide est la bienvenue.                       | 17                                                           | 92                                                           | Aucune donnée connue à ce jour, votre aide est la bienvenue. | Aucune donnée connue à ce jour, votre aide est la bienvenue. | Aucune donnée connue à ce jour, votre aide est la bienvenue. | Aucune donnée connue à ce jour, votre aide est la bienvenue. |
| 3e                                   | 1987-1988     | Boavista FC                                                                        | Aucune donnée connue à ce jour, votre aide est la bienvenue.                       | Aucune donnée connue à ce jour, votre aide est la bienvenue.                       | Aucune donnée connue à ce jour, votre aide est la bienvenue. | Aucune donnée connue à ce jour, votre aide est la bienvenue. | Aucune donnée connue à ce jour, votre aide est la bienvenue. | Aucune donnée connue à ce jour, votre aide est la bienvenue. | Aucune donnée connue à ce jour, votre aide est la bienvenue. | Aucune donnée connue à ce jour, votre aide est la bienvenue. |
| 4e                                   | 1988-1989     | Boavista FC                                                                        | CD Costa do Estoril                                                                | CF União de Coimbra                                                                | 18                                                           | 96                                                           | 395                                                          | 4,11                                                         | Aucune donnée connue à ce jour, votre aide est la bienvenue. | Aucune donnée connue à ce jour, votre aide est la bienvenue. |
| 5e                                   | 1989-1990     | Boavista FC                                                                        | CD Costa do Estoril                                                                | CF União de Coimbra                                                                | 17                                                           | 91                                                           | 360                                                          | 4,19                                                         | Aucune donnée connue à ce jour, votre aide est la bienvenue. | Aucune donnée connue à ce jour, votre aide est la bienvenue. |
| 6e                                   | 1990-1991     | Boavista FC                                                                        | CD Costa do Estoril                                                                | União Ferreirense                                                                  | 17                                                           | 119                                                          | 577                                                          | 5,29                                                         | Aucune donnée connue à ce jour, votre aide est la bienvenue. | Aucune donnée connue à ce jour, votre aide est la bienvenue. |
| 7e                                   | 1991-1992     | Boavista FC                                                                        | União Ferreirense                                                                  | Sporting CP                                                                        | 16                                                           | 124                                                          | 657                                                          | 5,30                                                         | Aucune donnée connue à ce jour, votre aide est la bienvenue. | Aucune donnée connue à ce jour, votre aide est la bienvenue. |
| 8e                                   | 1992-1993     | Boavista FC                                                                        | GMD 9 Abril Trajouce                                                               | Sporting CP                                                                        | 19                                                           | 132                                                          | 610                                                          | 4,62                                                         | Aucune donnée connue à ce jour, votre aide est la bienvenue. | Aucune donnée connue à ce jour, votre aide est la bienvenue. |
| Campeonato Nacional Feminino         |               |                                                                                    |                                                                                    |                                                                                    |                                                              |                                                              |                                                              |                                                              |                                                              |                                                              |
| 9e                                   | 1993-1994     | Boavista FC                                                                        | ADC Lobão                                                                          | GMD 9 Abril Trajouce                                                               | 21                                                           | 156                                                          | 959                                                          | 6,15                                                         | Aucune donnée connue à ce jour, votre aide est la bienvenue. | Aucune donnée connue à ce jour, votre aide est la bienvenue. |
| 10e                                  | 1994-1995     | Boavista FC                                                                        | ADC Lobão                                                                          | 1° Dezembro                                                                        | 21                                                           | 132                                                          | 815                                                          | 6,17                                                         | Aucune donnée connue à ce jour, votre aide est la bienvenue. | Aucune donnée connue à ce jour, votre aide est la bienvenue. |
| 11e                                  | 1995-1996     | ADC Lobão                                                                          | 1° Dezembro                                                                        | Boavista FC                                                                        | 16                                                           | 100                                                          | 622                                                          | 6,22                                                         | Aucune donnée connue à ce jour, votre aide est la bienvenue. | Aucune donnée connue à ce jour, votre aide est la bienvenue. |
| 12e                                  | 1996-1997     | Boavista FC                                                                        | 1° Dezembro                                                                        | ADC Lobão                                                                          | 15                                                           | 90                                                           | 630                                                          | 7                                                            | Aucune donnée connue à ce jour, votre aide est la bienvenue. | Aucune donnée connue à ce jour, votre aide est la bienvenue. |
| 13e                                  | 1997-1998     | Gatões FC                                                                          | Boavista FC                                                                        | 1° Dezembro                                                                        | 19                                                           | 132                                                          | 845                                                          | 6,40                                                         | Aucune donnée connue à ce jour, votre aide est la bienvenue. | Aucune donnée connue à ce jour, votre aide est la bienvenue. |
| 14e                                  | 1998-1999     | Gatões FC                                                                          | Boavista FC                                                                        | 1° Dezembro                                                                        | 22                                                           | 194                                                          | 1138                                                         | 5,87                                                         | Aucune donnée connue à ce jour, votre aide est la bienvenue. | Aucune donnée connue à ce jour, votre aide est la bienvenue. |
| 15e                                  | 1999-2000     | 1° Dezembro                                                                        | Gatões FC                                                                          | Boavista FC                                                                        | 18                                                           | 144                                                          | 883                                                          | 6,13                                                         | Aucune donnée connue à ce jour, votre aide est la bienvenue. | Aucune donnée connue à ce jour, votre aide est la bienvenue. |
| 16e                                  | 2000-2001     | Gatões FC                                                                          | 1° Dezembro                                                                        | Boavista FC                                                                        | 18                                                           | 156                                                          | 849                                                          | 5,44                                                         | Aucune donnée connue à ce jour, votre aide est la bienvenue. | Aucune donnée connue à ce jour, votre aide est la bienvenue. |
| 17e                                  | 2001-2002     | 1° Dezembro                                                                        | Gatões FC                                                                          | CF Benfica                                                                         | 24                                                           | 300                                                          | 1241                                                         | 4,14                                                         | Aucune donnée connue à ce jour, votre aide est la bienvenue. | Aucune donnée connue à ce jour, votre aide est la bienvenue. |
| 18e                                  | 2002-2003     | 1° Dezembro                                                                        | CF Benfica                                                                         | Boavista FC                                                                        | 21                                                           | 220                                                          | 1190                                                         | 5,41                                                         | Aucune donnée connue à ce jour, votre aide est la bienvenue. | Aucune donnée connue à ce jour, votre aide est la bienvenue. |
| 19e                                  | 2003-2004     | 1° Dezembro                                                                        | ARC Várzea                                                                         | CF Benfica                                                                         | 24                                                           | 288                                                          | 1510                                                         | 5,24                                                         | Aucune donnée connue à ce jour, votre aide est la bienvenue. | Aucune donnée connue à ce jour, votre aide est la bienvenue. |
| 20e                                  | 2004-2005     | 1° Dezembro                                                                        | ARC Várzea                                                                         | SM Murtoense                                                                       | 22                                                           | 240                                                          | Aucune donnée connue à ce jour, votre aide est la bienvenue. | Aucune donnée connue à ce jour, votre aide est la bienvenue. | Aucune donnée connue à ce jour, votre aide est la bienvenue. | Aucune donnée connue à ce jour, votre aide est la bienvenue. |
| 21e                                  | 2005-2006     | 1° Dezembro                                                                        | SM Murtoense                                                                       | ARC Várzea                                                                         | 5                                                            | 40                                                           | 135                                                          | 3,38                                                         | Aucune donnée connue à ce jour, votre aide est la bienvenue. | Aucune donnée connue à ce jour, votre aide est la bienvenue. |
| 22e                                  | 2006-2007     | 1° Dezembro                                                                        | Boavista FC                                                                        | ARC Várzea                                                                         | 6                                                            | 60                                                           | 221                                                          | 3,68                                                         | Aucune donnée connue à ce jour, votre aide est la bienvenue. | Aucune donnée connue à ce jour, votre aide est la bienvenue. |
| 23e                                  | 2007-2008     | 1° Dezembro                                                                        | Boavista FC                                                                        | ARC Várzea                                                                         | 6                                                            | 60                                                           | 208                                                          | 3,47                                                         | Aucune donnée connue à ce jour, votre aide est la bienvenue. | Aucune donnée connue à ce jour, votre aide est la bienvenue. |
| 24e                                  | 2008-2009     | 1° Dezembro                                                                        | Boavista FC                                                                        | Beira Mar Almada                                                                   | 6                                                            | 60                                                           | 172                                                          | 2,87                                                         | Aucune donnée connue à ce jour, votre aide est la bienvenue. | Aucune donnée connue à ce jour, votre aide est la bienvenue. |
| 25e                                  | 2009-2010     | 1° Dezembro                                                                        | Escola Molelinhos                                                                  | Clube de Albergaria                                                                | 10                                                           | 132                                                          | 323                                                          | 2,45                                                         | Aucune donnée connue à ce jour, votre aide est la bienvenue. | Aucune donnée connue à ce jour, votre aide est la bienvenue. |
| 26e                                  | 2010-2011     | 1° Dezembro                                                                        | UR Cadima                                                                          | Escola Molelinhos                                                                  | 10                                                           | 105                                                          | 298                                                          | 2,84                                                         | Aucune donnée connue à ce jour, votre aide est la bienvenue. | Aucune donnée connue à ce jour, votre aide est la bienvenue. |
| 27e                                  | 2011-2012     | 1° Dezembro                                                                        | Boavista FC                                                                        | Clube de Albergaria                                                                | 10                                                           | 132                                                          | 438                                                          | 3,32                                                         | Xaninha Vilaverdense FC                                      | 18                                                           |
| 28e                                  | 2012-2013     | Atlético Ouriense                                                                  | Clube de Albergaria                                                                | 1° Dezembro                                                                        | 10                                                           | 132                                                          | 402                                                          | 3,05                                                         | Jéssica Silva Clube de Albergaria                            | 18                                                           |
| 29e                                  | 2013-2014     | Atlético Ouriense                                                                  | GDC A-dos-Francos                                                                  | CF Benfica                                                                         | 10                                                           | 132                                                          | 482                                                          | 3,65                                                         | Mafalda Marujo CF Benfica                                    | 30                                                           |
| 30e                                  | 2014-2015     | CF Benfica                                                                         | Valadares Gaia FC                                                                  | Atlético Ouriense                                                                  | 10                                                           | 132                                                          | 481                                                          | 3,64                                                         | Andreia Silva CF Benfica                                     | 22                                                           |
| Campeonato Nacional Feminino Allianz |               |                                                                                    |                                                                                    |                                                                                    |                                                              |                                                              |                                                              |                                                              |                                                              |                                                              |
| 31e                                  | 2015-2016     | CF Benfica                                                                         | Clube de Albergaria                                                                | Valadares Gaia FC                                                                  | 10                                                           | 132                                                          | 496                                                          | 3,76                                                         | Sara Brasil Vilaverdense FC                                  | 33                                                           |
| 32e                                  | 2016-2017     | Sporting CP                                                                        | SC Braga                                                                           | CF Benfica                                                                         | 14                                                           | 182                                                          | 871                                                          | 4,79                                                         | Solange Carvalhas Sporting CP                                | 33                                                           |
| 33e                                  | 2017-2018     | Sporting CP                                                                        | SC Braga                                                                           | GD Estoril Praia                                                                   | 12                                                           | 132                                                          | 545                                                          | 4,13                                                         | Laura Luís SC Braga                                          | 31                                                           |
| Campeonato Nacional Feminino BPI     |               |                                                                                    |                                                                                    |                                                                                    |                                                              |                                                              |                                                              |                                                              |                                                              |                                                              |
| 34e                                  | 2018-2019     | SC Braga                                                                           | Sporting CP                                                                        | CF Benfica                                                                         | 12                                                           | 132                                                          | 505                                                          | 3,83                                                         | Vanessa Marques SC Braga                                     | 29                                                           |
| 35e                                  | 2019-2020     | Championnat interrompu à cause de la pandémie de Covid-19, aucun champion proclamé | Championnat interrompu à cause de la pandémie de Covid-19, aucun champion proclamé | Championnat interrompu à cause de la pandémie de Covid-19, aucun champion proclamé | 12                                                           | 89                                                           | 420                                                          | 4,72                                                         | Cloé Lacasse                                                 | -                                                            |
| 36e                                  | 2020-2021     | SL Benfica                                                                         | Sporting CP                                                                        | SC Braga                                                                           | 20                                                           | 210                                                          | 717                                                          | 3,41                                                         | Vitória Almeida                                              | 23                                                           |
| 37e                                  | 2021-2022     | SL Benfica                                                                         | Sporting CP                                                                        | SC Braga                                                                           | 16                                                           | 240                                                          |                                                              |                                                              |                                                              |                                                              |
| 38e                                  | 2022-2023     | SL Benfica                                                                         | Sporting CP                                                                        | SC Braga                                                                           | 12                                                           | 132                                                          |                                                              |                                                              | Cloé Lacasse SL Benfica                                      | 22                                                           |
| 39e                                  | 2023-2024     | SL Benfica                                                                         | Sporting CP                                                                        | Racing Power FC                                                                    | 12                                                           | 132                                                          | 402                                                          | 3,05                                                         | Francisca Nazareth SL Benfica                                | 17                                                           |
| 40e                                  | 2024-2025     | SL Benfica                                                                         | Sporting CP                                                                        | SC Braga                                                                           | 12                                                           | 132                                                          | 449                                                          | 3,40                                                         | Cristina Martín-Prieto SL Benfica                            | 19                                                           |
| 41e                                  | 2025-2026     | -                                                                                  | -                                                                                  | -                                                                                  | -                                                            | -                                                            | -                                                            | -                                                            | - -                                                          | -                                                            |

### Palmarès
| Rang | Clubs             | Titre(s) | Année(s)                                                               |
| ---- | ----------------- | -------- | ---------------------------------------------------------------------- |
| 1    | 1° Dezembro       | 12       | 2000, 2002, 2003, 2004, 2005, 2006, 2007, 2008, 2009, 2010, 2011, 2012 |
| 2    | Boavista FC       | 11       | 1986, 1987, 1988, 1989, 1990, 1991, 1992, 1993, 1994, 1995, 1997       |
| 3    | SL Benfica        | 5        | 2021, 2022, 2023, 2024, 2025                                           |
| 4    | Gatões FC         | 3        | 1998, 1999, 2001                                                       |
| 5    | Sporting CP       | 2        | 2017, 2018                                                             |
| 5    | CF Benfica        | 2        | 2015, 2016                                                             |
| 5    | Atlético Ouriense | 2        | 2013, 2014                                                             |
| 8    | SC Braga          | 1        | 2019                                                                   |
| 8    | ADC Lobão         | 1        | 1996                                                                   |